# Lissochlora albociliaria
Lissochlora albociliaria är en fjärilsart som beskrevs av Herrich-Schäffer 1855. Lissochlora albociliaria ingår i släktet Lissochlora och familjen mätare. Inga underarter finns listade i Catalogue of Life.